# 九州銀行
株式会社九州銀行（）は、かつて存在した長崎県佐世保市に本店を置いていた第二地方銀行である。

## 概要
1940年8月、平戸無尽、大正無尽、朝日無尽が合併し佐世保無尽を設立。1949年2月に九州無尽と改称。1951年10月に相互銀行法の施行によって九州相互銀行として発足し、1989年2月に第二地銀に転換し九州銀行となる。
九州銀は、佐世保市、福岡市の2本部制を敷き、本籍佐世保市、現住所福岡市中洲と呼ばれるなど、福岡県内での営業に力を入れ、1986年8月には福岡市中央区西中洲に所在した旧福岡支店を取り壊し、総工費20億円を投じ建設した地下1階、地上11階からなる九銀ビルが竣工。同ビルに福岡支店・本部を置き、取締役会や支店長会議なども開催していた。
地方公共団体との取引では、佐世保市、松浦市からは古くから指定代理金融機関を受託してきたが、普銀転換後は積極的に自治体に対してPRを展開し、1989年4月7日から布津町（現：南島原市）、同年10月28日には鷹島町（現：松浦市）からはそれぞれ指定金融機関を受託していた。
1990年9月に設立以来参画し、勘定系システムの開発・運用を委託してきたシステムバンキング九州共同センターから脱退。同年10月1日には日本ユニシス（現・BIPROGY）開発による自営の第三次オンラインシステムを稼働させた。
バブル経済期に九州銀は、関連会社であった九州ファイナンスや同行OBが社長を歴任していた九州流通サービスの両ノンバンクが不動産のほか、中洲の飲食業などに多額の融資を行い、それがバブル崩壊によって不良債権となった。また有価証券の含み損も100億円抱えるなどしたため、1993年4月には、利益金処分や昇格などを実施するにあたって大蔵省の承認が必要となる決算承認銀行に指定された。指定に先立ち同省から招聘した渡部裕資頭取の陣頭指揮のもとに経営改革委員会を設置。人員の削減や資金の調達、運用の見直しを始めた。その後ネットバブルが到来したため、運用益をあげていたが、程なくネットバブルが崩壊。株価下落で50億の損失を出した。
経営の瀬戸際に立たされた九州銀の救済策を思案した金融庁は、九州銀・福岡シティ銀行・長崎銀行を経営統合させる青写真を描き、2000年12月末、3行は2002年4月に統合する方針で検討を始めるが、金融庁が公的資金の投入を経営基盤が盤石な福岡シティ銀に一本化したい意向を示したため、福岡シティ銀が負担が大きすぎるとして拒否。代わりに福岡シティ銀が資本提携による緩やかな統合を提案するも金融庁がそれを拒絶した。これによって3行統合はご破算となった。
公的資金注入の申請期限である2001年3月末が迫る中、金融庁は次善の策として、不正融資事件で元頭取が逮捕され、その後遺症から1998年3月期から2期連続で巨額の経常赤字を計上し、同庁の統制下にあった親和銀行に対し九州銀との経営統合を迫った。2001年3月13日、九州・親和の両行は経営統合に向け最終調整に入ったと発表。2002年3月、九州銀は300億円の公的資金を金融庁から受け入れ、同年4月1日、両行は金融持株会社である九州親和ホールディングスを設立し傘下に入り、翌年4月1日に親和銀と九州銀は合併した。
この再編劇に関しては、金融庁からの要求を拒否しなかった当時の親和銀頭取に対し、後々まで同行内で怨嗟の声が上がっていたという。
九州銀本店は親和銀の島瀬支店となったが、店舗網の再編に伴い近隣の本店営業部（現在の十八親和銀行 佐世保本店営業部）へ統合。その後は福岡銀行が佐世保支店の建て替えに伴う仮店舗として利用された後、2012年4月に1階部分を親和銀が所蔵する美術品を一般向けに展示・公開する「親和アートギャラリー」として開館。2020年10月の十八親和銀行の発足に伴い、「十八親和アートギャラリー」に改められて現在に至る。

## 沿革
| 時                         | 出来事                                                               |
| -------------------------- | -------------------------------------------------------------------- |
| 1940年（昭和15年）08月     | 長崎県北部の無尽会社3社が合併して佐世保無尽株式会社が設立される。    |
| 1949年（昭和24年）02月     | 九州無尽株式会社に改称。                                             |
| 1951年（昭和26年）10月     | 相互銀行となり、株式会社九州相互銀行に改称。                         |
| 1984年（昭和59年）12月01日 | 福岡証券取引所に株式上場。                                           |
| 1987年（昭和62年）12月16日 | 東京証券取引所及び大阪証券取引所両所第二部に株式上場。               |
| 1989年（平成元年）02月     | 第二地方銀行に転換し株式会社九州銀行となる。                         |
| 2001年（平成13年）03月16日 | 親和銀行と持株会社方式による経営統合で合意。                         |
| 2002年（平成14年）04月01日 | 持株会社の九州親和ホールディングスの完全子会社化。                   |
| 2002年（平成14年）03月26日 | 各証券取引所の上場廃止。                                             |
| 2003年（平成15年）04月01日 | 親和銀行と合併。存続行は親和銀行であり、九州銀行の法人格は消滅した。 |